# Calcio ai Giochi della XXV Olimpiade - Qualificazioni
Le qualificazioni al torneo di calcio alla XXV Olimpiade furono disputate da 128 squadre (33 europee, 10 sudamericane, 20 nord e centroamericane, 32 africane, 29 asiatiche e 4 oceaniche).
La Spagna era qualificata automaticamente al torneo in quanto nazione ospitante. Ad essa, si sarebbero aggiunte 4 squadre dall'Europa, 2 dal Sud America, 2 dal Nord/Centro America, 3 dall'Africa e 3 dall'Asia. Inoltre la vincente del girone oceanico e la quinta classificata europea disputarono uno spareggio per determinare la sedicesima squadra che doveva partecipare all'Olimpiade.

## Risultati

### Spareggi intercontinentali
|  | Australia | 1 – 1 | Paesi Bassi |  |

|  | Paesi Bassi | 2 – 2 | Australia |  |

Si qualifica all'Olimpiade l'Australia (3-3, si qualifica per la regola dei gol fuori casa).

## Squadre qualificate
- Australia
- Colombia
- Corea del Sud
- Danimarca
- Egitto
- Ghana
- Italia
- Kuwait

- Marocco
- Messico
- Paraguay
- Polonia
- Qatar
- Spagna
- Stati Uniti
- Svezia